# Miasto Novalja
Miasto Novalja (chorw. Grad Novalja) – jednostka administracyjna w Chorwacji, w żupanii licko-seńskiej. W 2011 roku liczyła 3663 mieszkańców.